# ميشيل ستروغوف
ميشيل ستروغوف (بالفرنسية: Michel Strogoff) هي رواية من تأليف جول فيرن صدرت عام 1876. وصفها العديد من النقاد بأنها إحدى أفضل أعمال فيرن. و كتب عنها ليونارد دافيدوف، "لم يكتب جول فيرن رواية أفضل من هذه، وفي الواقع فإنها تعتبر إحدى أكثر الحكايات إثارة على الإطلاق”. وخلافا لبعض روايات فيرن الشهيرة الأخرى، فهي ليست ضمن الخيال العلمي، ولكنها تستخدم الظواهر العلمية كجزء من الحبكة. تم اقتباس الكتاب لاحقا إلى مسرحية عام 1880 كتبها فيرن نفسه بالاشتراك مع أدولف دينيري وألف موسيقى المسرحية ألكسندر أرتو. الكتاب وتم اقتباس الرواية عدة مرات في الأفلام المسلسلات التلفزيونية والكرتونية.